# Добрево (община Пробищип)
 Тази статия е за селото в Северна Македония.  За селото в България вижте Добрево.  
Добрево (на македонска литературна норма: Добрево) е село в източната част на Северна Македония, община Пробищип.

## География
Селото е планинско, отстои на 6 км североизточно от общинския център Пробищип и в съседство на село Лесново и Лесновския манастир. Голяма част от землището му е заета от злетовските рудници и техните съоръжения. Ето защо селото е по-познато като рударски център и не толкова като селско поселище с аграрни характеристики.
Землището на Добрево обхваща 881 хектара, от които 276 хектара обработваема земя, 187 хектара пасища и 418 хектара гори. Традиционно, до Втората световна война, селото се дели на следните махали: Кацарска, Шутевска, Витановска, Тулумджийска, Кумичарска, Юручка. Между първите пет махали се намира празно пространство, наречено Сред село.

## История
Селото е споменато сред владенията на близкия манастир „Свети Гаврил Лесновски“ в две грамоти от XIV век: на цар Стефан Душан и на Константин Драгаш от 1381 г.
В XIX век Добрево е чисто българско село в Кратовска кааза на Османската империя. Църквата „Свети Илия“ е от втората половина на XIX век. Според статистиката на Васил Кънчов („Македония. Етнография и статистика“) от 1900 г. Добрево има 290 жители, всички българи християни.
В началото на XX век българското население на селото е под върховенството на Българската екзархия. По данни на секретаря на екзархията Димитър Мишев („La Macédoine et sa Population Chrétienne“) през 1905 година в Добрево има 320 българи екзархисти и работи българско училище.
През септември 1910 година селото пострадва по време на обезоръжителната акция на младотурците. Всички мъже забягват нелегални и войската се разпорежда с имотите им.
При избухването на Балканската война в 1912 година 5 души от Добрево са доброволци в Македоно-одринското опълчение. Селото остава в Сърбия след Междусъюзническата война в 1913 година.
Френският шпионин Анри Пози разказва в книгата си „Войната се завръща“, излязла за пръв път от печат през 1934 г. потресаваща сцена от сръбските издевателства над българите.
| „ | В село Добрево, една 16-годишна мома, Миладина Тачева, обвинена и осъдена, че пяла българска песен, е била съблечена гола, вързана за една дъска и ѝ били нанесени 60 удара с тояга по кръста. След това е била изнасилена от началника на групата и неговите другари - шестима души! | “ |

Църквата „Свети Илия“ е от 1938 година. Не е изписана. Според други сведения е от XIX век.
Според преброяването от 2002 година селото има 340 жители (173 мъже и 167 жени), в 100 домакинства и 175 къщи.

## Личности
Родени в Добрево
- Шенка Колозова (р. 1947), северномакедонска актриса